# Пачије приче
Пачије приче (енгл. DuckTales) америчка је анимирана телевизијска серија која се емитовала од 18. септембра 1987. до 28. новембра 1990. године. Заснована на Баји Патку и осталим Пачији свет стриповима чији је творац Карл Баркс, серија прати Бају Патка, његова три унука Рају, Гају и Влају и блиске пријатеље групе, на различитим авантурама, већина њих подразумева тражење блага или спречавање напора зликоваца који желе да украду Бајино богатство или његов број један новчић.
Дизни Екс-Ди је у фебруару 2015. године најавио наставак серије, са намером рибутинга серије. Рибут серија се емитује од 12. августа 2017. године.

## Синопсис
Када Паја Патак одлучи да се придружи морнарици, он оставља своје нећаке, Рају, Гају и Влају, свом ујаку Бају Патку. Он је ексцентрични и шкрт милијардер који воли да буквално плива у свом новцу који се налази у његовом корпоративном седишту/трезору познатом као „канта за новац”. Иако је почетни састанак био мање од пријатног, догађаји ускоро су их, заједно са новом унајмљеном дадиљом, њеном унуком и Бајиним глупим, али вештим пилотом, на безбројним авантурама, док група иде широм света у потрази за благом, или брани Бајина тренутна средства од непријатеља као што су Бигл браћа или Магија Гатара.